# Voenno-vozdušnye sily Rossijskoj Federacii
L'Aeronautica militare russa o VVS RF (in russo: Военно-воздушные силы Российской Федерации, traslitterato: Voyenno Vozdushnye Sily Rossiiskoj Federacii) è la forza aerea della Federazione Russa divenuta, a partire dal 1º agosto 2015 ed assieme alle Forze di difesa aerospaziali e al Forze spaziali, parte integrante delle Forze aerospaziali russe.
Istituita il 7 maggio 1992 a seguito dell'istituzione del Ministero della Difesa da parte di Boris El'cin, è l'erede naturale del Servizio aereo imperiale (1912-1917) e delle Forze aeree sovietiche (1918-1991). È dotata, tra gli altri, di caccia da superiorità, cacciabombardieri, aerei da attacco al suolo e bombardieri strategici a lungo raggio.
Ha ricevuto il battesimo del fuoco a pochi mesi dall'istituzione, partecipando a partire dal 1º ottobre 2015 alle operazioni contro lo Stato Islamico ed ai gruppi ribelli siriani al fianco del governo siriano. È dotata di basi all'estero ed è indipendente rispetto all'Aviazione navale russa, in sigla VMF, che detiene un comando a sé stante.
Al 2019, con più di 4.100 velivoli in servizio attivo, è annoverata tra le più grandi aviazioni al mondo.

## Storia

### 2011-2020
Secondo le istruzioni dello stato maggiore delle forze armate del 1º settembre 2011, gli aeromobili a pilotaggio remoto dell'aeronautica militare russa ed il personale che li utilizzava si sono spostati sotto la struttura di comando delle Forze terrestri russe.
Al 2012, l'aeronautica militare russa gestiva un totale di 61 basi aeree, comprese 26 basi aeree con velivoli tattici, di cui 14 dotati di aerei da combattimento. In termini di ore di volo, i piloti nel distretto militare occidentale hanno effettuato in media 125 ore durante l'anno di addestramento 2012. I piloti della base aerea di Kursk hanno raggiunto una media di 150 ore.
Nel febbraio 2014, durante il processo di annessione della Crimea alla Federazione Russa, i mezzi dell'aviazione russa del Distretto militare meridionale sono stati attivati e volati nella penisola per supportare il resto delle operazioni.
Il 1º agosto 2015, l'aviazione russa, assieme alle Forze di difesa aerospaziale, al Comando spaziale ed alle truppe di difesa aerea, hanno dato vita alle Forze aerospaziali russe di cui oggi sono rami operativi.
Il 30 settembre 2015 l'aviazione russa ha inaugurato un massiccio intervento militare in Siria a supporto e su richiesta del governo di Bashar Assad. Il 24 novembre 2015, durante una missione di bombardamento, un F-16 dell'aeronautica militare turca ha abbattuto un Sukhoi Su-24M2 russo che violato il suo spazio aereo. Eiettatisi entrambi i piloti, solo il navigatore è stato tratto in salvo nel corso di una missione Combat SAR. A seguito dell'episodio, il comando delle forze aerospaziali ha incrementato qualità e quantità dei velivoli impegnati nella missione, impiegando i Sukhoi Su-35S come scorta, armando i Sukhoi Su-34 con missili aria-aria ed integrando le difese aeree anche sistemi di ultima generazione S-400, S-300V4, Pantsir-S e Tor-M2.
Nel febbraio 2018 il Su-25 ai comandi del maggiore Roman Filipov viene abbattuto da un MANPAD in prossimità della Provincia di Idlib, precipitando nel territorio controllato dai ribelli di Al-Nusra. Sopravvissuto allo schianto ed accerchiato, Filipov si toglie la vita facendo deflagrare una granata. Nell'esplosione periscono con lui un numero imprecisato di miliziani.
Nel settembre 2018, un aereo da trasporto in avvicinamento alla base aerea di Hmeimm, in Siria, viene abbattuto dalla contraerea siriana impegnata nel respingere un attacco aereo israeliano. Dalle ricostruzioni, i velivoli israeliani avrebbero utilizzato l'Il-18 Coot russo come esca. Nell'incidente periscono 15 uomini fra passeggeri e membri dell'equipaggio.
Nel settembre 2020, due equipaggi a bordo di un Tu-160M stabiliscono nuovi record mondiali di distanza e durata in volo, superando la soglia di 20.000 km percorsi dopo 25 ore continuative di volo. Il precedente record era di 24 ore e 24 minuti ed era stato siglato nel 2010 a bordo della stessa tipologia di aereo.
Il 9 novembre 2020, un elicottero d'attacco Mil Mi-24 russo è stato abbattuto per errore dalle forze armate azere durante la guerra del Nagorno-Karabakh del 2020 uccidendo 2 membri dell'equipaggio e ferendone un altro. Giorni dopo, dopo la firma dell'accordo di cessate il fuoco, le forze di pace russe vengono schierate in Nagorno-Karabakh.

### 2021-presente
I piani e i programmi di modernizzazione realizzati dagli anni 2010 sono proseguiti nel 2021 come parte del programma di armamento statale della Russia per il 2018-2027.

## Comando
La carica di Comandante in capo dell'Aeronautica è stata la più alta carica militare della Forza armata dall'istituzione fino al 1º agosto 2015:
| Comandante in capo dell'Aeronautica militare russa | Anni                              |
| -------------------------------------------------- | --------------------------------- |
| Generale Pëtr Dejnekin                             | 19 agosto 1992 - 22 gennaio 1998  |
| Generale Anatoly Kornukov                          | 22 gennaio 1998 - 21 gennaio 2002 |
| Generale Vladimir Michajlov                        | 21 gennaio 2002 - 9 maggio 2007   |
| Colonnello Generale Aleksandr Zelin                | 9 maggio 2007 - 27 aprile 2012    |
| Colonnello Generale Viktor Bondarev                | 6 maggio 2012 - 1 agosto 2015     |

A partire dal 1º agosto 2015, tale carica è stata sostituita da quella di Vice-comandante in capo delle Forze aerospaziali e Comandante dell'Aeronautica:
| Vice-comandante in capo delle Forze aerospaziali russe e Comandante dell'Aeronautica russa | Anni                        |
| ------------------------------------------------------------------------------------------ | --------------------------- |
| Il tenente generale Andrej Judin                                                           | 1 agosto 2015 - agosto 2019 |
| Il tenente generale Sergej Dronov                                                          | agosto 2019 - luglio 2024   |
| Il tenente generale Sergey Kobylash                                                        | luglio 2024 - oggi          |

## Organizzazione
4ª Armata aerea delle guardie (Rostov sul Don, unità militare 40911)
- 214° Centro di controllo (Novočerkassk, unità militare 65246)
- 31ª Divisione difesa aerea (Sebastopoli, unità militare 03121)
  - 12º Reggimento missilistico contraereo (Sebastopoli, unità militare 85702)
  - 18º Reggimento missilistico contraereo delle guardie (Feodosia, unità militare 85388)
  - 3º Reggimento radiotecnico (Ljubimovka, unità militare 85683)
- 51ª Divisione difesa aerea (Rostov sul Don, unità militare 42352)
  - 1536º Reggimento missilistico contraereo "Cosacchi del Don" (Rostov sul Don, unità militare 48514)
  - 1537º Reggimento missilistico contraereo "Cosacchi del Kuban" (Novorossijsk, unità militare 26345)
  - 1721º Reggimento missilistico contraereo (Soči, unità militare 11754)
  - 338º Reggimento radiotecnico (Novočerkassk, unità militare 40213)
  - 339º Reggimento radiotecnico (Tinaki, unità militare 03007)
- 1ª Divisione aerea mista delle guardie "Baranoviči" (Krymsk, unità militare 40491)
  - 3º Reggimento aviazione mista (Krymsk, unità militare 75386)
  - 31º Reggimento aviazione da caccia (Millerovo, unità militare 75391)
  - 368º Reggimento aviazione d'assalto delle guardie (Budënnovsk, unità militare 75388)
  - 559º Reggimento bombardieri delle guardie (Morozovsk, unità militare 75392)
- 4ª Divisione aerea mista (Marinovka)
  - 11º Reggimento aviazione mista (Marinovka)
  - 960º Reggimento aviazione d'assalto delle guardie (Primorsko-Achtarsk)
- 27ª Divisione aerea mista (Bel'bek)
  - 37º Reggimento aviazione mista (Gvardejskoe)
  - 38º Reggimento aviazione da caccia (Bel'bek, unità militare 80159)
  - 39º Reggimento elicotteri (Džankoj, unità militare 46453)
- 16ª Brigata aerea dell'esercito delle guardie (Zernograd, unità militare 12628)
- 30º Reggimento autonomo aviazione mista da trasporto (Rostov sul Don, unità militare 41497)
- 55º Reggimento autonomo elicotteri delle guardie "Sebastopoli" (Korenovsk, unità militare 35666)
- 487º Reggimento autonomo elicotteri (Budënnovsk, unità militare 44936)
- 3624ª Base aerea (Erebuni, unità militare 63530)
- 3661ª Base aerea (Mozdok, unità militare 62467)

 6ª Armata aerea "Leningrado" (San Pietroburgo, unità militare 09436)
- 213° Centro di controllo (San Pietroburgo, unità militare 03213)
- 2ª Divisione difesa aerea (Chvojnyj, unità militare 10953)
  - 500º Reggimento missilistico contraereo delle guardie "Leningrado" (Gostilicy, unità militare 90450)
  - 1488º Reggimento missilistico contraereo delle guardie (Zelenogorsk, unità militare 03216)
  - 1489º Reggimento missilistico contraereo delle guardie "Rečyca-Brandeburgo" (Vaganovo, unità militare 28036)
  - 1490º Reggimento missilistico contraereo delle guardie "Kiev-Łódź (Ul'janovka, unità militare 28037)
  - 1544º Reggimento missilistico contraereo (Vladimirskij Lager', unità militare 55584)
  -  333º Reggimento radiotecnico (Chvojnyj, unità militare 17646)
  - 334º Reggimento radiotecnico (Petrozavodsk, unità militare 96848)
- 32ª Divisione difesa aerea (Ržev, unità militare 40963)
  - 42º Reggimento missilistico contraereo delle guardie "Putilov-Kirov" (Valdaj, unità militare 45813)
  - 108º Reggimento missilistico contraereo "Tula" (Voronež, unità militare 51025)
  - 335º Reggimento radiotecnico (Jaroslavl', unità militare 18401)
  - 336º Reggimento radiotecnico (Orël, unità militare 03013)
  - 337º Reggimento radiotecnico (Ržev, unità militare 51592)
- 105ª Divisione aerea mista delle guardie "Borisov-Pomerania" (Voronež)
  - 14º Reggimento aviazione da caccia delle guardie "Leningrado" (Chalino, unità militare 23243)
  - 47º Reggimento bombardieri delle guardie (Voronež, unità militare 45117)
  - 159º Reggimento aviazione da caccia delle guardie (Besovec, unità militare 52906)
  - 790º Reggimento aviazione da caccia (Chotilovo, unità militare 32926)
- 15ª Brigata aerea dell'esercito (Ostrov, unità militare 44440)
- 689º Reggimento aviazione da caccia delle guardie "Sandomierz" (Čkalovsk, unità militare 32497)
- 899º Reggimento aviazione d'assalto delle guardie "Orša-F. E. Dzeržinskij" (Buturlinovka)
- 33º Reggimento autonomo aviazione mista da trasporto (Levašovo, unità militare 49719)
- 332º Reggimento autonomo elicotteri delle guardie (Puškin, unità militare 12633)
- 440º Reggimento autonomo elicotteri (Vjaz'ma, unità militare 41687)
- 83º Reggimento comunicazioni (Kubinka, unità militare 54164)
- 99º Reggimento manutenzione (San Pietroburgo, unità militare 23709)

 11ª Armata aerea delle guardie (Chabarovsk, unità militare 64603)
- 25ª Divisione difesa aerea "Komsomol'sk" (Komsomol'sk-na-Amure)
  - 1529º Reggimento missilistico contraereo delle guardie (Knjaze-Volkonskoe, unità militare 16802)
  - 1530º Reggimento missilistico contraereo (Bol'šaja Kartel', unità militare 31458)
  - 1724º Reggimento missilistico contraereo (Južno-Sachalinsk, unità militare 22459)
  - 39º Reggimento radiotecnico (Južno-Sachalinsk, unità militare 21527)
  - 343º Reggimento radiotecnico (Chabarovsk, unità militare 30593)
- 26ª Divisione difesa aerea delle guardie "Iași" (Čita, unità militare 55345)
  - 1723º Reggimento missilistico contraereo (Kaštak, unità militare 26292)
  - 342º Reggimento radiotecnico (Čita, unità militare 75313)
- 93ª Divisione difesa aerea (Vladivostok, unità militare 03103)
  - 589º Reggimento missilistico contraereo delle guardie (Nachodka, unità militare 83266)
  - 1533º Reggimento missilistico contraereo delle guardie (Vladivostok, unità militare 40083)
  - 344º Reggimento radiotecnico (Artëm, unità militare 30986)
- 303ª Divisione aerea mista "Smolensk" (Churba, unità militare 62231)
  - 18º Reggimento aviazione d'assalto delle guardie "Vitebsk Normandia-Neman" (Černigovka, unità militare 78018)
  - 22º Reggimento aviazione da caccia delle guardie (Artëm, unità militare 77994)
  - 23º Reggimento aviazione da caccia delle guardie "Tallinn" (Komsomol'sk-na-Amure, unità militare 77984)
  - 277º Reggimento bombardieri delle guardie "Mława" (Churba, unità militare 77983)
- 18ª Brigata aerea dell'esercito delle guardie (Chabarovsk, unità militare 42838)
- 120º Reggimento autonomo aviazione mista delle guardie (Domna, unità militare 63559)
- 266º Reggimento autonomo aviazione d'assalto delle guardie "Repubblica Popolare Mongola" (Step')
- 35º Reggimento autonomo aviazione mista da trasporto (Chabarovsk, unità militare 35471)
- 112º Reggimento autonomo elicotteri (Čita, unità militare 78081)
- 319º Reggimento autonomo elicotteri "V. I. Lenin" (Černigovka, unità militare 13984)
- 799º Squadrone autonomo aviazione da ricognizione (Varfolomeevka, unità militare 78019)

 14ª Armata aerea (Ekaterinburg, unità militare 71592)
- 21ª Divisione aerea mista (Čeljabinsk)
  - 2º Reggimento aviazione mista delle guardie (Čeljabinsk, unità militare 69806)
  - 712º Reggimento aviazione da caccia delle guardie "Černivci" (Kansk, unità militare 82873)
  - 764º Reggimento aviazione da caccia (Perm', unità militare 88503)
- 41ª Divisione difesa aerea (Ob', unità militare 29286)
  - 388º Reggimento missilistico contraereo delle guardie (Ačinsk, unità militare 97646)
  - 590º Reggimento missilistico contraereo delle guardie "Leopoli" (Novosibirsk, unità militare 35730)
  - 1534º Reggimento missilistico contraereo (Angarsk, unità militare 25512)
  - 341º Reggimento radiotecnico (Ob', unità militare 58133)
- 76ª Divisione difesa aerea (Samara, unità militare 34244)
  - 185º Reggimento missilistico contraereo delle guardie (Ekaterinburg, unità militare 92851)
  - 511º Reggimento missilistico contraereo delle guardie "Smolensk" (Engels, unità militare 40218)
  - 568º Reggimento missilistico contraereo delle guardie (Samara, unità militare 28042)
  - 340º Reggimento radiotecnico (Mirnyj, unità militare 40278)
- 17ª Brigata aerea dell'esercito delle guardie (Kamensk-Ural'skij, unità militare 45123)
- 24ª Brigata missilistica contraerea mobile  (Divnogorsk e Abakan, unità militare 79222)
- 32º Reggimento autonomo aviazione mista da trasporto (Kol'covo, unità militare 77979)
- 337º Reggimento autonomo elicotteri delle guardie (Tolmačëvo, unità militare 12739)
- 999ª Base aerea (Kant, unità militare 20022)

Comando dell'aviazione da trasporto militare
- 12ª Divisione aerea da trasporto "Mga" (Tver')
  - 81º Reggimento aviazione da trasporto (Ivanovo)
  - 117º Reggimento aviazione da trasporto "Berlino" (Orenburg)
  - 196º Reggimento aviazione da trasporto delle guardie (Tver')
  - 566º Reggimento aviazione da trasporto "Solnečnogorsk" (Sešča)
  - 76º Squadrone autonomo aviazione da trasporto (Tver')
- 18ª Divisione aerea da trasporto delle guardie "Taganrog" (Orenburg)
  - 235º Reggimento aviazione da trasporto (Ul'janovsk)
  - 334º Reggimento aviazione da trasporto "Berlino" (Pskov)
  - 708º Reggimento aviazione da trasporto (Taganrog)
- 144º Reggimento da rifornimento aereo (Tver')
- 144º Reggimento aviazione da allerta rapida (Ivanovo)
- 600º Reggimento aviazione da trasporto (Ulan-Udė)
- 463º Battaglione autonomo comunicazioni (Ščëlkovo)

Comando dell'aviazione a lungo raggio (Mosca, unità militare 44402)
- 22ª Divisione aerea bombardieri pesanti delle guardie "Donbass"  (Engels, unità militare 06987)
  - 40º Reggimento aviazione mista (Visokyj, unità militare 36097)
  - 52º Reggimento bombardieri pesanti delle guardie (Šajkovka, unità militare 33310)
  - 121º Reggimento bombardieri pesanti delle guardie "Sebastopoli" (Engels, unità militare 85927)
  - 184º Reggimento bombardieri pesanti (Engels, unità militare 26385)
- 326ª Divisione aerea bombardieri pesanti "Tarnopol" (Ukrainka)
  - 79º Reggimento bombardieri pesanti (Ukrainka, unità militare 62266)
  - 182º Reggimento bombardieri pesanti delle guardie "Sebastopoli-Berlino" (Ukrainka, unità militare 75715)
  - 200º Reggimento bombardieri pesanti delle guardie "Brest" (Srednij, unità militare 35020)
  - 444º Reggimento bombardieri pesanti (Srednij)
  - 181º Squadrone autonomo aviazione mista (Srednij)
- 40º Reggimento autonomo aviazione mista (Olenya, unità militare 36097)
- 203º Reggimento autonomo da rifornimento aereo delle guardie "Orël" (Rjazan')
- 3661ª Base aerea (Mozdok, unità militare 62467)
- 43º Centro addestramento al combattimento e riqualificazione del personale di volo (Rjazan', unità militare 41521)
  - 27º Reggimento aviazione mista da addestramento (Tambov, unità militare 77977)
  - 49º Reggimento bombardieri pesanti da addestramento (Rjazan', unità militare 52654)
- 63º Centro autonomo comunicazioni "Mitava" (Smolensk, unità militare 83069)
- 676º Centro di controllo dell'aviazione a lungo raggio (Kosino, unità militare 23449)
- Museo dell'aviazione a lungo raggio (Rjazan', unità militare 41521)

Unità direttamente subordinate al comando centrale dell'aviazione
- 8ª Divisione aerea per operazioni speciali (Ščëlkovo, unità militare 42829)
  - 353º Reggimento aviazione per operazioni speciali (Ščëlkovo)
  - 354º Reggimento aviazione per operazioni speciali (Ščëlkovo)
  - 233º Squadrone da trasporto commerciale (Ščëlkovo)
  - 206ª Base aerea per operazioni speciali (Ščëlkovo)
- 2457ª Base aerea per sistemi aviotrasportati di preallarme e controllo (Ivanovo)
- 132º Centro comunicazioni centrale (Balašicha)
- 929º Centro collaudo di volo statale "V. P. Čkalov" (Achtubinsk)
- 4º Centro addestramento al combattimento e riqualificazione del personale di volo "V. P. Chkalov" (Lipeck)
- 185º Centro addestramento al combattimento (Astrachan')
- 344º Centro addestramento al combattimento e riqualificazione del personale di volo (Toržok)
- 924º Centro addestramento al combattimento e riqualificazione del personale delle unità di droni (Kolomna)
- 2º Istituto centrale di ricerca scientifica (Tver')
- 13º Istituto di ricerca per il funzionamento e la riparazione di attrezzature per l'aviazione (Ljubercy)
- 30º Istituto centrale di ricerca scientifica (Ščëlkovo)
- Centro di ricerca scientifica e addestramento dei cosmonauti "J. A. Gagarin" (Città delle Stelle)
- Accademia militare di difesa aerospaziale "Maresciallo dell'Unione Sovietica G. K. Žukov" (Tver')

### Rischieramenti all'estero
- Gruppo aeronautico delle Forze aerospaziali russe in Siria  (Base aerea di Chmejmim, dal 2015 al 2024)
- Base aerea della 7ª Base militare "Krasnodar" (Aeroporto di Bamboura, dal 1993)
- Base aerea della 4ª Base militare delle guardie "Vapnjarka-Berlino" (Java, dal 2008)
- 3624ª Base aerea della 102ª Base militare russa (Aeroporto di Erebuni, dal 1995)
- Base aerea di Kant, dal 2003
- Distaccamento di elicotteri del Gruppo operativo delle truppe russe in Transnistria

## Equipaggiamento

### Aeromobili in uso
FlightGlobal ha stimato che ci fossero circa 3.947 aeromobili nell'inventario nel 2015. Secondo il ministero della Difesa russo, la quota di armamenti moderni nell'aeronautica militare aveva raggiunto circa il 35% durante il 2014.  La cifra è stata aumentata al 66% entro la fine del 2016  e al 72% entro la fine del 2017. Le stime fornite dall'IISS mostrano che i piloti da combattimento dell'aeronautica russa hanno una media di 60-100 ore di volo all'anno e i piloti che volano su aerei da trasporto hanno una media di 120 ore di volo all'anno.
Sezione aggiornata annualmente in base al World Air Force di Flightglobal del corrente anno. Tale dossier non contempla UAV, aerei da trasporto VIP ed eventuali incidenti accorsi durante l'anno della sua pubblicazione. Modifiche giornaliere o mensili che potrebbero portare a discordanze nel tipo di modelli in servizio e nel loro numero rispetto a WAF, vengono apportate in base a siti specializzati, periodici mensili e bimestrali. Tali modifiche vengono apportate onde rendere quanto più aggiornata la tabella.
| Velivolo                          | Immagine               | Origine                | Tipo                                                     | Versione                         | In servizio (2024)     | Note |
| Aerei da combattimento            | Aerei da combattimento | Aerei da combattimento | Aerei da combattimento                                   | Aerei da combattimento           | Aerei da combattimento | Aerei da combattimento |
| --------------------------------- | ---------------------- | ---------------------- | -------------------------------------------------------- | -------------------------------- | ---------------------- | --- |
| Sukhoi Su-27 Flanker              |                        | URSS                   | caccia da superiorità aerea                              | Su-27P/UBSu-27SMSu-27SM3         | ~224                   | Un Su-27P, l'RF-92406, è stato distrutto a terra nella propria base il 14 dicembre 2024. |
| Sukhoi Su-30 Flanker              |                        | Russia                 | caccia multiruolo                                        | Su-30SMSu-30SM1                  | 116                    | Tutti i Su-30SM, benché siano entrati in servizio recentemente tra le file dell’Aeronautica Militare, saranno aggiornati allo standard Su-30SM1, dopo che il loro impiego in Siria ha dettato (come per numerosi altri velivoli russi intervenuti in questo specifico teatro) una serie di miglioramenti da apportare con questa specifica versione. 116 esemplari consegnati nel 2018. |
| Sukhoi Su-35 Flanker              |                        | Russia                 | caccia da superiorità aerea                              | Su-35S                           | 102                    | 98 esemplari ordinati in due tranche (48 Su-35S ordinati nel 2009 e 50 nel 2015) e tutti consegnati al novembre 2020. Ulteriori 30 esemplari sono stati ordinati ad agosto 2020, con consegne previste tra il 2021 e il 2024. |
| Sukhoi Su-57 Felon                |                        | Russia                 | caccia da superiorità aerea                              | Su-57                            | 24                     | 12 ordinati nel 2018 che saranno consegnati a partire dal 2019. 6 esemplari di preserie in organico al giugno 2019. Il primo esemplare di serie è precipitato durante i test di volo il 24 dicembre 2019. |
| Mikoyan-Gurevich MiG-29 Fulcrum   |                        | URSS                   | caccia da superiorità aereaconversione operativa         | MiG-29SMT/UBTMiG-29UB            | 24013                  | 16 MiG-29SMT sono stati ordinati da Mosca nell’aprile del 2014 e risultano tutti consegnati al febbraio 2017, mentre 28 caccia MiG-29SMT, originariamente ordinati dall’Algeria nel 2006, e successivamente rifiutati dalla nazione africana per aver riscontrato difetti di qualità in parte della componentistica, furono assorbiti dalla VKS tra il 2009 e il 2010. All'aprile 2017, la VKS ha circa 350 MiG-29 in organico (di cui molti in deposito). |
| Mikoyan-Gurevich MiG-31 Foxhound  |                        | URSS                   | caccia intercettoreaereo antinave                        | MiG-31BMMiG-31K                  | 10424                  | Inizialmente dovevano essere 110 gli aerei aggiornati alla versione MiG-31BM, ma a giugno 2020 fu reso noto che l'aggiornamento sarebbe stato esteso a 130 esemplari. All'aprile 2025 erano 24 gli esemplari aggiornati alla nuova variante MiG-31K per attacco antinave dotata di nuovi attacchi ventrali per il nuovo missile ipersonico Kinžal. Uno dei MiG-31BM è stato perso in un incidente l'8 aprile 2022. |
| Mikoyan MiG-35 Fulcrum-F          |                        | Russia                 | caccia multiruolo                                        | MiG-35SMig-35UB                  | 6                      | Al giugno 2019 risultano consegnati i primi 6 esemplari. |
| Aerei da bombardamento tattico    |                        |                        |                                                          |                                  |                        | |
| Sukhoi Su-24 Fencer               |                        | URSS                   | bombardiere tattico                                      | Su-24MSu-24M2Su-24MR             | 260                    | Ad ottobre 2017 risultavano in carico 276 esemplari in quanto un esemplare è andato perso durante la missione in Siria. |
| Sukhoi Su-25 Frogfoot             |                        | URSS                   | aereo da attacco al suolo                                | Su-25SM/SM3Su-25UB               | 13243                  | Un esemplare è stato abbattuto in Siria il 3 febbraio 2018. Almeno 40 esemplari sono stati aggiornati allo standard Su-25SM3. 1 esemplare è andato perso, per errore del pilota, nel corso delle ostilità in Ucraina 2022 ed è sottratto dal totale di 192 velivoli operativi a gennaio 2022. |
| Sukhoi Su-34 Fullback             |                        | Russia                 | bombardiere tattico                                      | Su-34                            | 134                    | 124 Sukhoi Su-34 ordinati. Un esemplare è andato perso nel gennaio 2019. Contratto concluso con un anno di anticipo. Ulteriori 76 Su-34M sono stati ordinati a giugno 2020, da consegnare entro il 2027. Ulteriori 20 Su-34 da consegnare entro il 2023, portano i FullBack ordinati nel 2020 a 96. |
| Aerei da bombardamento strategico |                        |                        |                                                          |                                  |                        | |
| Tupolev Tu-22M Backfire           |                        | URSS                   | bombardiere strategico                                   | Tu-22M3Tu-22M3M                  | 56                     | Degli oltre 500 Tu-22M di tutte le versioni costruiti, solo sette squadron (ognuno con una forza nominale di 10 aerei) rimangono in servizio in tre basi: Belaja nel sud-est della Siberia, Šajkovka a sud-ovest di Mosca e Rjazan' a sud-est di Mosca. Analizzando immagini satellitari, ci sono 28 aeromobili a Šajkovka, 40 a Belaja e 10 a Rjazan'. Tuttavia, non tutti questi aerei sono operativi. Il numero effettivo di Tu-22M3 operativi è probabilmente più vicino a 65 o 70 aerei. 30 esemplari saranno aggiornati allo standard Tu-22M3M con avionica, strumentazione e armamenti aggiornati. Un esemplare è andato perso a gennaio 2019, portando a 66 il numero degli esemplari in servizio. Un Tu-22M3 è precipitato il 23 marzo 2021. Un esemplare è stato perso in un incidente il 2 aprile 2025. |
| Tupolev Tu-95 Bear                |                        | URSS                   | bombardiere strategico                                   | Tu-95MSTu-95MSM                  | 47                     | I Tu-95MS sono in fase di aggiornamento alla versione Tu-95MSM, il primo esemplare dei quali ha volato il 22 agosto 2020. Il programma di aggiornamento consentirà di rimanere in servizio fino al 2025-2030. |
| Tupolev Tu-160                    |                        | URSS                   | bombardiere strategico                                   | Tu-160MTu-160M1Tu-160M1+Tu-160M2 | 18                     | Mosca ha annunciato che riprenderà la produzione di una nuova versione, denominata Tu-160M2 che sarà prodotta ex-novo in almeno 40 esemplari e dotata di nuova avionica e nuovi armamenti. L'entrata in servizio è prevista tra il 2019 e il 2021. A gennaio 2018, in occasione del primo volo della nuova versione, è stato annunciato un primo ordine per 10 esemplari. Il 21 febbraio 2024 sono stati consegnati i primi sei dei dieci nuovi Tu-160M2 ordinati (due aerei ricostruiti da versioni precedenti, quattro di nuova produzione) che hanno portato il numero degli esemplari in servizio a diciotto. |
| Aerei per impieghi speciali       |                        |                        |                                                          |                                  |                        | |
| Antonov An-12 Cub                 |                        | URSS                   | EW                                                       | An-12                            | 4                      | |
| Antonov An-30 Clank               |                        | URSS                   | aereo da ricognizione                                    | An-30                            | 16                     | |
| Beriev A-50 Mainstay              |                        | URSS                   | aereo AEW&C                                              | A-50A-50U                        | 12                     | 3 A-50 e 7 A-50U in servizio al dicembre 2021, ma molti dovrebbero essere gli esemplari immagazzinati. Tutti gli A-50 vengono aggiornati allo standard A-50U. A dicembre 2021 è stato consegnato il settimo esemplare di A-50U aggiornato. Due esemplari persi a gennaio e febbraio 2024. |
| Ilyushin Il-20 Coot               |                        | URSS                   | aereo da guerra elettronica                              | Il-20MIl-20RT                    | 25                     | Uno dei 26 esemplari in servizio a tutto il 2017, è stato abbattuto per errore dalla contraerea siriana durante un raid israeliano il 17 settembre 2018. |
| Ilyushin Il-80 Maxdome            |                        | URSS                   | posto di comando volante                                 | Il-80VKP                         | 3                      | 4 Il-80VKP ricevuti nel 1987-1989, due dei quali sottoposti ad un programma di aggiornamento tra il 2012 e il 2015. |
| Tupolev Tu-134 Crusty             |                        | URSS                   | aereo da ricognizione                                    | Tu-134                           | 1                      | |
| Tupolev Tu-154 Careless           |                        | URSS                   | aereo da ricognizione                                    | Tu-154                           | 1                      | |
| Tupolev Tu-214                    |                        | Russia                 | aereo da ricognizione / posto comando aereo              | Tu-214RTu-214ONTu-214PU          | 2                      | 2 TU-214PU SBUS consegnati al giugno 2018. |
| Aerei per il rifornimento in volo |                        |                        |                                                          |                                  |                        | |
| Ilyushin Il-78 Midas              |                        | URSS                   | aerocisterna                                             | Il-78Il-78M                      | 19                     | Ulteriori 10 Il-78M-90A ordinati a dicembre 2020. |
| Aerei da trasporto                |                        |                        |                                                          |                                  |                        | |
| Antonov An-12 Cub                 |                        | URSS                   | aereo da trasporto                                       | An-12BKAn-12PP                   | 55                     | |
| Antonov An-22 Antei               |                        | URSS                   | aereo da trasporto strategico                            | An-22A                           | 4                      | Secondo il The Military Balance 2020, a fine 2019 è stato radiato un esemplare di An-22. |
| Antonov An-26 Curl                |                        | URSS                   | aereo da trasporto tattico                               | An-26DAn-26KPAAn-26MAn-26Š       | 114                    | |
| Antonov An-72 Coaler              |                        | URSS                   | aereo da trasporto                                       | An-72 An-72P                     | 31                     | |
| Antonov An-124 Ruslan             |                        | URSS                   | aereo da trasporto strategico                            | An-124-100                       | 5                      | Secondo il The Military Balance 2020, sono 11 gli An-124 in servizio al 2020 circa 15 quelli posti in riserva |
| Antonov An-140                    |                        | Ucraina                | aereo di linea                                           | An-140-100                       | 3                      | |
| Antonov An-148                    |                        | Ucraina                | aereo di linea                                           | An-148-100E                      | 15                     | |
| Ilyushin Il-18 Coot               |                        | URSS                   | aereo di linea                                           | Il-18                            | 3                      | |
| Ilyushin Il-76 Candid             |                        | URSS                   | aereo da trasporto                                       | Il-76M/MDIl-76MDMIl-76MD-90A     | 823014                 | All'agosto 2016 risultavano in servizio 118 aerei, e circa 30 aerei saranno aggiornati allo standard Il-76MDM entro il 2020. Ordinati 39 nuovi Il-76M-90A |
| Tupolev Tu-134 Crusty             |                        | URSS                   | aereo di linea                                           | Tu-134                           | 5                      | |
| Tupolev Tu-154 Careless           |                        | URSS                   | aereo di linea                                           | Tu-154B-2Tu-154M                 | 2                      | Il 25 dicembre 2016 il Tu-154B-2 marche RA-85572, partito da Čkalovskij vicino a Mosca e diretto alla base aerea di Latakia-Chmejmim, presso l'aeroporto Internazionale Basil al-Assad, in Siria, è precipitato nel Mar Nero dopo uno scalo per rifornimento all'aeroporto di Soči-Adler. A bordo c'erano 84 persone più 8 membri dell'equipaggio. |
| Let L-410 Turbolet                |                        | Rep. Ceca              | aereo da trasporto multiruolo                            | L-410                            | 53                     | |
| Aerei da addestramento            |                        |                        |                                                          |                                  |                        | |
| Yakovlev Yak-130 Mitten           |                        | Russia                 | aereo da addestramento                                   | Yak-130                          | 123                    | Ordinati 110 esemplari. |
| Yakovlev Yak-152                  |                        | Russia                 | aereo da addestramento basico                            | Yak-152                          | 0                      | Ordinati 150 esemplari nel 2015. |
| Aero L-39 Albatros                |                        | Rep. Ceca              | aereo da addestramento aereo da attacco al suolo leggero | L-39S                            | 182                    | |
| Tupolev Tu-134 Crusty             |                        | URSS                   | aereo da addestramento                                   | Tu-134UB-LTu-134UB-KM            | 37                     | |
| Diamond DA42 Twin Star            |                        | Austria                | aereo da addestramento                                   | DA-42T                           | 34                     | 35 DA-42T ordinati per l'addestramento dei piloti di plurimotori, consegne tra il 2018 ed il 2019 |
| Elicotteri                        |                        |                        |                                                          |                                  |                        | |
| Kamov Ka-27 Helix                 |                        | URSS                   | elicottero utility                                       | Ka-27                            | 6                      | |
| Kamov Ka-52 Alligator             |                        | Russia                 | elicottero d'attacco                                     | Ka-52                            | 134                    | 170 Ka-52 ordinati. Almeno 3 esemplari andati persi nel corso delle ostilità in Ucraina del 2022. Un esemplare è stato abbattuto il 18 dicembre 2024. |
| Kamov Ka-226 Hoodlum              |                        | Russia                 | elicottero utility                                       | Ka-226                           | 36                     | |
| Mil Mi-2 Hoplite                  |                        | URSS                   | elicottero da addestramento                              | Mi-2                             | 4                      | |
| Mil Mi-17 Hip                     |                        | URSS                   | elicottero utility                                       | Mi-17Mi-8                        | 780                    | |
| Mil Mi-26 Halo                    |                        | URSS                   | elicottero da trasporto pesante                          | Mi-26                            | 45                     | |
| Mil Mi-28 Night Hunter            |                        | Russia                 | elicottero d'attacco                                     | Mi-28N/UBMi-28NM                 | 9319                   | Un Mi-28 è stato perso in Ucraina il 1 gennaio 2025. |
| Mil Mi-35 Hind                    |                        | Russia                 | elicottero d'attacco                                     | Mi-35                            | 323                    | |
| Kazan Ansat                       |                        | Russia                 | elicottero da addestramento                              | Ansat                            | 50                     | |

### Sistemi di difesa aerea
| Sistema   | Immagine | Origine | Tipo                                  | Versione                     | In servizio al 2021 | Note                                                      |
| --------- | -------- | ------- | ------------------------------------- | ---------------------------- | ------------------- | --------------------------------------------------------- |
| S-400     |          | Russia  | difesa aerea/ABM a lungo/corto raggio | S-400                        | 160                 |                                                           |
| S-300     |          | URSS    | difesa aerea/ABM a lungo/corto raggio | S-300P/PSS-300PM1/PM2S-300V4 | 16015020            | S-300P/PS in fase di dismissione                          |
| S-350     |          | Russia  | difesa aerea a medio raggio           | S-350E                       | 6                   | 144 unità in ordine                                       |
| Buk       |          | URSS    | difesa aerea a medio raggio           | Buk-M1-2Buk-M2Buk-M3         | 80                  |                                                           |
| Pantsir-S |          | Russia  | difesa aerea a corto raggio           | Pantsir-S1Pantsir-S2         | 50                  | In fase di acquisizione la versione aggiornata Pantsir-SM |

### Consegne per anno

#### Aerei
| Velivolo           | Prec. | 2010 | 2011  | 2012 | 2013  | 2014  | 2015 | 2016 | 2017  | 2018 | 2019 | 2020 | 2021 | 2022 | Totali |
| ------------------ | ----- | ---- | ----- | ---- | ----- | ----- | ---- | ---- | ----- | ---- | ---- | ---- | ---- | ---- | ------ |
| An-140-100         |       |      |       | 2    | 3     | 2     |      | 1    | 1     |      |      |      |      |      | 9      |
| An-148-100E        |       |      |       | 2    | 2     | 4     |      | 3    | 2     | 3    |      |      |      |      | 15     |
| Il-76MD-90A        |       |      |       |      |       |       |      |      |       | 1    | 2    | 3    | 4    | 4    | 14     |
| MiG-29KR/KUBR      |       |      |       |      | 2/2   | 8/2   | 10/0 |      |       |      |      |      |      |      | 20/4   |
| MiG29SMT/UBT       | 28/6  |      |       |      |       |       | 3/2  | 11/0 |       |      |      |      |      |      | 42/8   |
| MiG-35S/UB         |       |      |       |      |       |       |      |      |       |      | 1/1  | 3/1  | 1/1  |      | 8      |
| Su-27SM3           |       | 4    | 8     |      |       |       |      |      | 4     | 6    |      |      |      |      | 22     |
| Su-30M2            |       | 2    | 2     |      | 3     | 8     | 3    | 2    |       |      |      |      |      | 4    | 24     |
| Su-30SM/SM2        |       |      |       | 2/0  | 14/0  | 21/0  | 27/0 | 21/0 | 17/0  | 14/0 |      |      | 0/4  | 0/4  | 124    |
| Su-34/Su-34M       | 3/0   | 4/0  | 6/0   | 10/0 | 14/0  | 18/0  | 18/0 | 16/0 | 16/0  | 12/0 | 8/0  | 4    | 0/6  | 0/10 | 138    |
| Su-35S             |       |      |       | 2    | 8     | 24    | 12   | 12   | 10    | 10   | 10   | 10   | 3    | 7    | 108    |
| Su-57              |       |      |       |      |       |       |      |      |       |      |      | 1    | 4    | 4    | 9      |
| Tu-154M            |       |      |       | 2    |       |       |      |      |       |      |      |      |      |      | 2      |
| Tu-214R/ON/PU-SBUS | 1/0/0 |      | 0/1/0 |      | 0/1/0 | 1/0/0 |      |      | 0/0/2 |      |      |      |      |      | 2/2/2  |
| Yak-130            | 3     | 6    | 3     | 15   | 18    | 20    | 14   | 10   | 6     | 14   | 1    | 4    | 2    | 2    | 118    |
| Totali             | 41    | 16   | 20    | 36   | 67    | 109   | 89   | 76   | 56    | 57   |      |      |      |      | 579    |

#### Elicotteri
| Velivolo     | Prec.  | 2010   | 2011   | 2012      | 2013   | 2014 | 2015 | 2016 | 2017 | 2018 | 2019  | 2020 | Totali  | Totali ordinati |
| ------------ | ------ | ------ | ------ | --------- | ------ | ---- | ---- | ---- | ---- | ---- | ----- | ---- | ------- | --------------- |
| Ansat-U      | 6      | 2      | 5      | 6         | 6      | 6    | 6    | 3    | 10   |      |       |      | 50      | 50              |
| Ka-31        |        |        |        | 1-2       |        |      |      |      |      |      |       |      | 1-2     |                 |
| Ka-52        | 3      | 4      | 12     | 21        |        |      |      | 14   | 12   |      |       |      | 66      | 170             |
| Ka-226       |        |        |        | 10-11     |        |      |      |      |      |      |       |      | 10-11   |                 |
| Mi-8/Mi-17   |        |        |        | 10        |        |      |      |      |      |      |       |      |         |                 |
| Mi-26T       |        |        | 4      | 7         | 4      | 4    |      | 1    | 3    |      |       |      | 23      |                 |
| Mi-28N/UB/NM | 13/0/0 | 11/0/0 | 12/0/0 | 15-18/0/0 | 14/1/0 |      |      |      |      |      | 3/4/2 |      | 66-69   |                 |
| Mi-24/Mi-35M |        |        | 6      | 10-29     | 28     | 16   |      |      |      |      | 4/6   |      | 70-89   |                 |
| Totali       |        |        |        |           |        |      |      |      |      |      |       |      | 250-274 |                 |

## Velivoli futuri
| Velivolo                | Ruolo                          | Stato             | Introduzione | Note                                                   |
| ----------------------- | ------------------------------ | ----------------- | ------------ | ------------------------------------------------------ |
| Beriev A-100            | AWACS                          | 1 prototipo       | dal 2025     | in sostituzione del Beriev A-50                        |
| Ilyushin Il-78MD-90A    | Aerocisterna                   | 1 prototipo       | dal 2021     | in sostituzione dell'Il-78; 10 ordinati                |
| Ilyushin Il-112V        | Aereo da trasporto             | 2 prototipi       | dal 2023     | in sostituzione dell'An-26 e An-72                     |
| Ilyushin Il-276         | Aereo da trasporto             | in sviluppo       |              | in sostituzione dell'An-12                             |
| Ilyushin Il-106 PAK VTA | Aereo da trasporto             | in sviluppo       |              |                                                        |
| Kamov Ka-60/62          | Aereo da trasporto             | 2 prototipi       | 2022         | Certificazione attesa nel 2021                         |
| Sukhoi Su-75            | Caccia multiruolo stealth      | 1 prototipo       | dal 2026     | Competitor dei migliori caccia occidentali come l’F-35 |
| Mikoyan PAK DP          | Caccia intercettore            | in fase di studio | post-2025    | in sostituzione del Mig-31                             |
| Mil Mi-38T              | Aereo da trasporto             | 4 prototipi       | dal 2021     |                                                        |
| Sukhoi S-70 Okhotnik    | UCAV stealth                   | 1 prototipo       | dal 2025     |                                                        |
| Sukhoi PAK ShA          | Ground attack                  | in fase di studio | dal 2030     | in sostituzione del Su-25                              |
| Tupolev PAK DA          | Bombardiere strategico stealth | in fase sviluppo  | dal 2025     |                                                        |
| Tupolev Tu-22M3M        | Bombardiere strategico         | 2 prototipi       | 2022         |                                                        |
| Tupolev Tu-160M2        | Bombardiere strategico         | 2 prototipi       | 2022         | 10 in ordine                                           |
| Yakovlev Yak-152        | Addestratore basico            | 4 prototipi       | dal 2022     | 150 in ordine, andrà a sostituire il Yakovlev Yak-52   |

## Velivoli ritirati
- Ilyushin Il-62M Classic
- Mikoyan-Gurevich MiG-21 Fishbed
- Mikoyan-Gurevich MiG-23 Flogger
- Mikoyan-Gurevich MiG-25 Foxbat
- Mikoyan-Gurevich MiG-27 Flogger-D/J
- Mikoyan-Gurevich MiG-15 Fagot
- Mikoyan-Gurevich MiG-17 Fresco
- Mikoyan-Gurevich MiG-19 Farmer
- Mikoyan-Gurevich MiG-9 Fargo
- Mikoyan-Gurevich MiG-1
- Mikoyan-Gurevich MiG-3
- Sukhoi Su-7 Fitter-A
- Sukhoi Su-9 Fishpot-A/B
- Sukhoi Su-11 Fishpot-C
- Sukhoi Su-15 Flagon
- Grigorovich I-2
- Grigorovich I-Z
- Grigorovich IP-1
- Heinkel I-7
- Kochyerigin DI-6
- Lavochkin Gorbunov Gudkov LaGG-1
- Lavochkin Gorbunov Gudkov LaGG-3
- Lavochkin La-15 Fantail
- Lavochkin La-11
- Lavochkin La-9
- Lavochkin La-7
- Lavochkin La-5
- Polikarpov I-3
- Polikarpov I-5
- Polikarpov I-15 Chaika
- Polikarpov I-16 Ishak
- Tupolev I-4
- Tupolev Tu-128 Fiddler-A/B

## Distintivi di grado
| Ufficiali generali                      |                                       |                                       |                                       |                                       |                                       |                                    |                                    |                                    |                                |                                |                                |
| генера́л а́рмии Generale d'armata aerea   | генера́л а́рмии Generale d'armata aerea | генера́л а́рмии Generale d'armata aerea | генерал-полковник Colonnello generale | генерал-полковник Colonnello generale | генерал-полковник Colonnello generale | генерал-лейтенант Tenente generale | генерал-лейтенант Tenente generale | генерал-лейтенант Tenente generale | генерал-майор Maggior generale | генерал-майор Maggior generale | генерал-майор Maggior generale |
| Ufficiali superiori                     |                                       |                                       |                                       |                                       |                                       |                                    |                                    |                                    |                                |                                |                                |
| полковник Colonnello                    | полковник Colonnello                  | полковник Colonnello                  | полковник Colonnello                  | подполковник Tenente colonnello       | подполковник Tenente colonnello       | подполковник Tenente colonnello    | подполковник Tenente colonnello    | майор Maggiore                     | майор Maggiore                 | майор Maggiore                 | майор Maggiore                 |
| Ufficiali inferiori                     |                                       |                                       |                                       |                                       |                                       |                                    |                                    |                                    |                                |                                |                                |
| капитан Capitano                        | капитан Capitano                      | капитан Capitano                      | старший лейтенант Primo tenente       | старший лейтенант Primo tenente       | старший лейтенант Primo tenente       | лейтенант Tenente                  | лейтенант Tenente                  | лейтенант Tenente                  | младший лейтенант Sottotenente | младший лейтенант Sottotenente | младший лейтенант Sottotenente |
| Allievi Ufficiali e Aspiranti ufficiali |                                       |                                       |                                       |                                       |                                       |                                    |                                    |                                    |                                |                                |                                |
| Курсант Cadetto                         |                                       |                                       |                                       |                                       |                                       |                                    |                                    |                                    |                                |                                |                                |
| Sottufficiali                           |                                       |                                       |                                       |                                       |                                       |                                    |                                    |                                    |                                |                                |                                |
| старший прапорщик alfiere seniore       | старший прапорщик alfiere seniore     | старший прапорщик alfiere seniore     | старший прапорщик alfiere seniore     | старший прапорщик alfiere seniore     | старший прапорщик alfiere seniore     | прапорщик alfiere                  | прапорщик alfiere                  | прапорщик alfiere                  | прапорщик alfiere              | прапорщик alfiere              | прапорщик alfiere              |
| Sergenti graduati e truppa              |                                       |                                       |                                       |                                       |                                       |                                    |                                    |                                    |                                |                                |                                |
| старшина Seniore                        | старшина Seniore                      | старшина Seniore                      | старшина Seniore                      | старший сержант Sergente maggiore     | старший сержант Sergente maggiore     | старший сержант Sergente maggiore  | старший сержант Sergente maggiore  | сержант Sergente                   | сержант Sergente               | сержант Sergente               | сержант Sergente               |
| младший сержант Vice sergente           | младший сержант Vice sergente         | младший сержант Vice sergente         | младший сержант Vice sergente         | ефрейтор Caporale                     | ефрейтор Caporale                     | ефрейтор Caporale                  | ефрейтор Caporale                  | рядовой Soldato                    | рядовой Soldato                | рядовой Soldato                | рядовой Soldato                |